# Yrkeshögskolan Novia

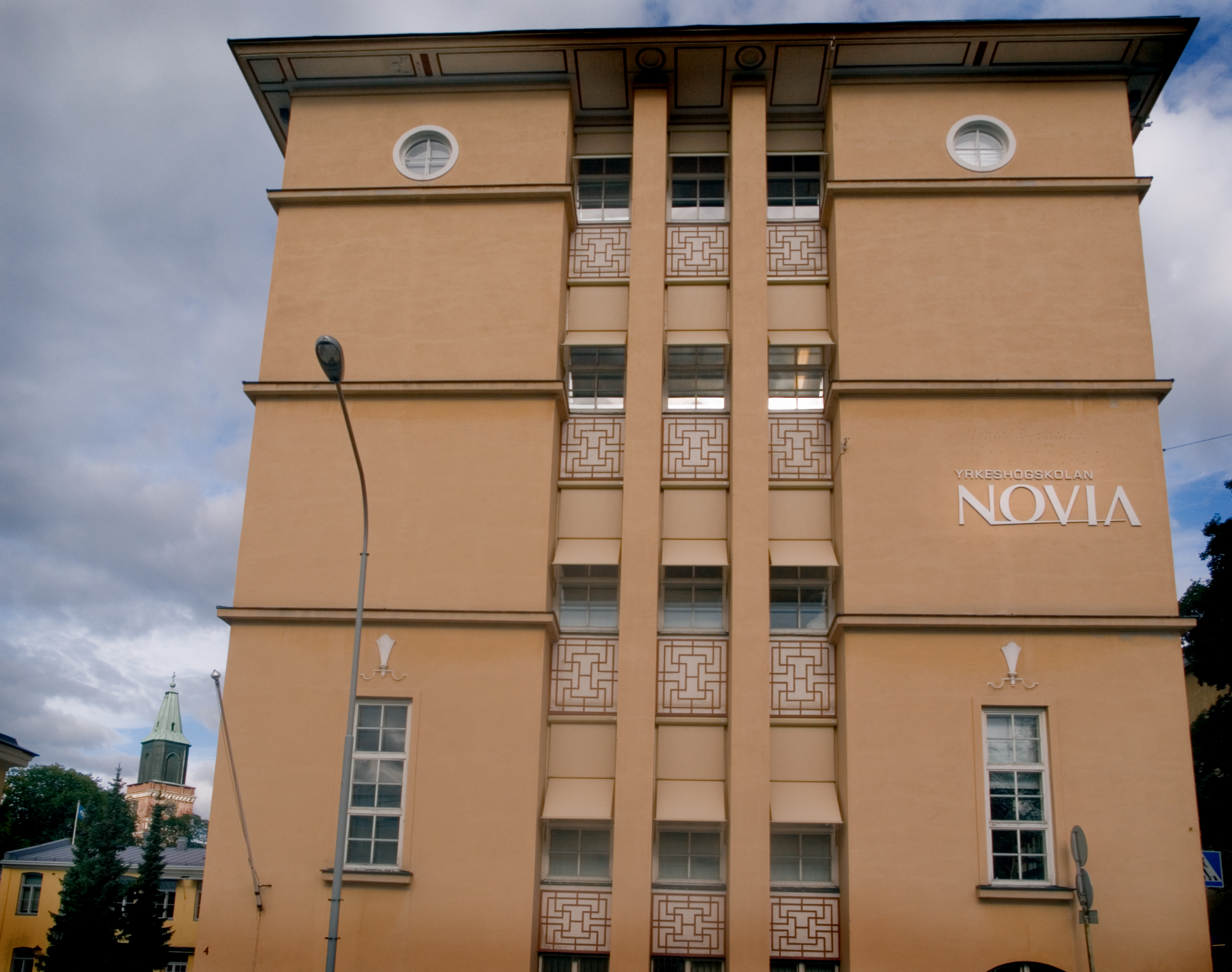
Yrkeshögskolan Novias tidigare lokaler i Rettigs gamla tobaksfabrik vid Tavastgatan i Åbo

Yrkeshögskolan Novia erbjuder både svensk- och engelskspråkig examensutbildning cid campusen i Jakobstad, Vasa, Åbo och Raseborg. Högskolan har omkring 5 100 studerande och personalstyrkan uppgår till 375 personer. Novia är den största svenskspråkiga yrkeshögskolan i Finland och erbjuder examensinriktade dag-, flerforms- och högre YH-utbildning samt fortbildning.
Yrkeshögskolan Novia uppstod genom sammanslagning 2008 av Svenska yrkeshögskolan och Yrkeshögskolan Sydväst.